# Pablo Garnica Mansi
Pablo Garnica Mansi (Alcaudete de la Jara, 6 de septiembre de 1909-Madrid, 20 de septiembre de 2002) fue un banquero, empresario y profesor universitario español. Estuvo vinculado durante toda su vida laboral a Banesto. Era hijo del ministro monárquico y liberal Pablo Garnica y Echevarría.

## Biografía
Licenciado en Derecho, trabajó en entidades bancarias de París y Londres, antes de ingresar en el Banco Español de Crédito (Banesto) el 12 de diciembre de 1932, siguiendo la estela de su padre, Pablo Garnica y Echevarría, que le tuteló y preparó para la sucesión bancaria. Veinte años después, en 1952, Garnica Mansi fue nombrado director general de dicho banco y, en 1964, administrador-delegado. En 1970 pasó a vicepresidente y consejero delegado, hasta que el 1 de diciembre de 1983 sustituyó en la presidencia a José María Aguirre Gonzalo, cargo para el que fue reelegido en noviembre de 1986. 
El 30 de noviembre de 1987, durante el proceso frustrado de fusión con el Banco Central, y debió hacer frente a la oferta pública de adquisición (OPA) hostil presentada con el Banco de Bilbao. fue sustituido por Mario Conde, un abogado del Estado emergente que había aterrizado en el banco dos meses antes tras comprar un paquete de acciones junto a Juan Abelló. Fue nombrado presidente de honor vitalicio, en reconocimiento a los cincuenta y cinco años dedicado a la entidad.
En el ámbito empresarial fue vicepresidente de la Compañía Telefónica Nacional de España desde el 4 de marzo de 1981, y formó parte de los consejos de administración de La Unión y el Fénix, Seguros Reunidos, El Águila y Petróleos del Mediterráneo (Petromed); presidió Valenciana de Cementos Portland, Hidroeléctrica Española y Bandesco. 
Miembro fundador de International Monetary Conference, fue accionista del Banco Zaragozano, entidad de la que, en 2001, poseía el 1,2 por ciento de las acciones.
Falleció a los noventa y siete años y fue enterrado en su pueblo natal. Estaba casado con Pilar Gutiérrez Pombo y tuvo trece hijos, siete de los cuales pasaron a figurar en los consejos de administración de compañías participadas por el banco. Pablo Garnica Gutiérrez, la tercera generación, fue nombrado en 1986 director general de Banesto.